# Earias insulana
Earias insulana là một loài bướm đêm thuộc họ Nolidae. Nó được tìm thấy ở hầu hết Africa, miền nam châu Âu, Cận Đông và Trung Đông, Nhật Bản, Đài Loan, Philippines, Úc và Hawaii. Một lượng hiếm hoi in immigrant in Đảo Anh.
Sải cánh dài 20–22 mm. Ấu trùng ăn okra, cotton và hibiscus, nhưng cũng được ghi nhận ăn lúa, mía và ngô.